# McCord Bend
McCord Bend è un villaggio degli Stati Uniti d'America, situato nello Stato del Missouri, nella contea di Stone.